# Hampus Wanne
Pour les articles homonymes, voir Wanne (homonymie).

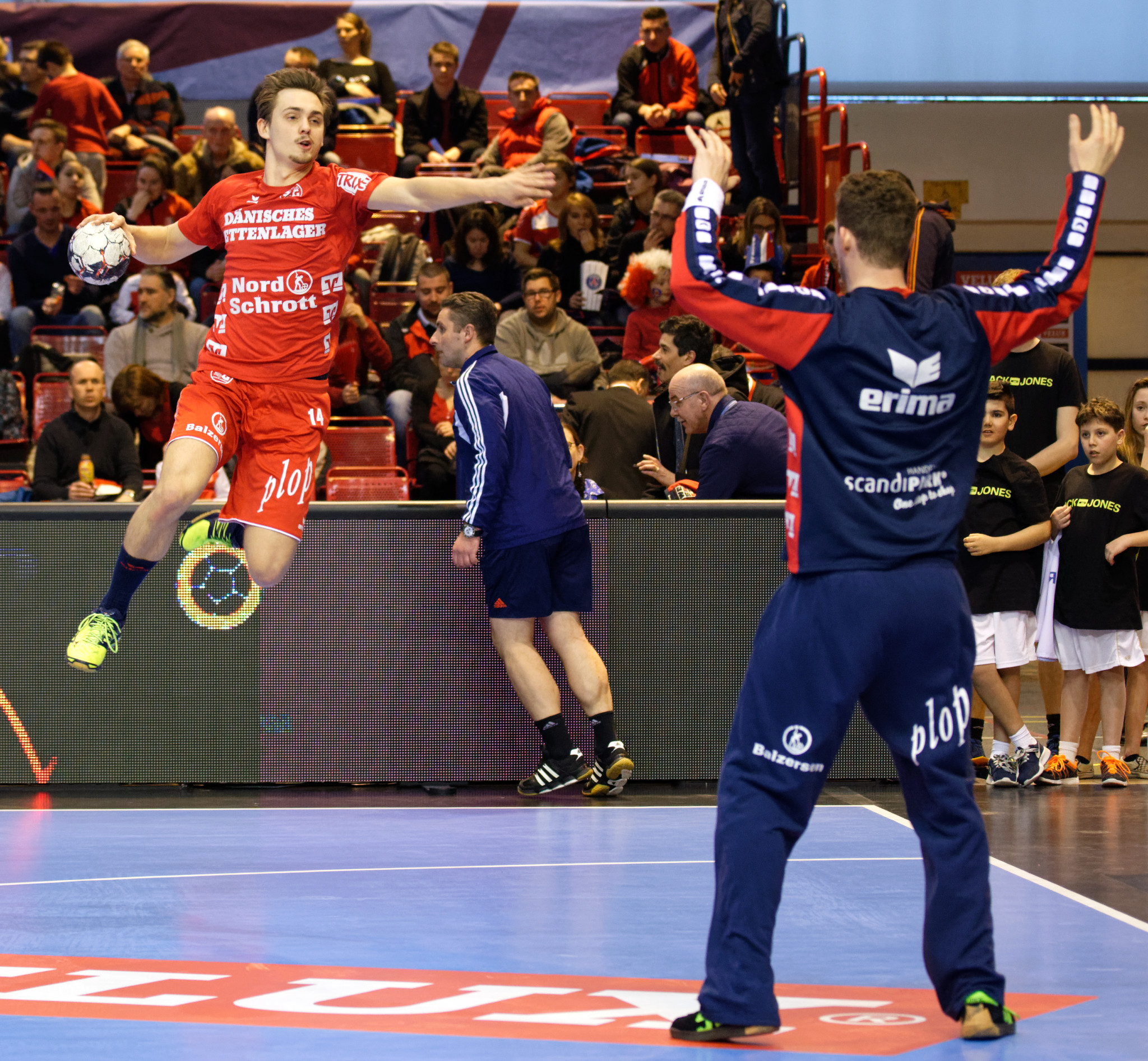
Hampus Wanne avec Flensburg, le 7 mars 2016.

Hampus Wanne, né le 10 décembre 1993 à Lundby (district de Göteborg), est un handballeur international suédois. Il évolue au poste d'ailier gauche au FC Barcelone.

## Palmarès

### En club
Compétitions internationales
- Vainqueur de la Ligue des champions (1) : 2014

Compétitions nationales
- Championnat d'Allemagne
  - Vainqueur (2) : 2018, 2019
  - Deuxième : 2016, 2017, 2020, 2021
- Coupe d'Allemagne
  - Vainqueur (1) : 2015
  - Finaliste en 2014, 2016 et 2017
- Vainqueur de la Supercoupe d'Allemagne
  - Vainqueur (1) : 2019
  - Finaliste en 2015, 2018, 2020
- Championnat d'Espagne
  - Vainqueur (1) : 2023
- Coupe ASOBAL
  - Vainqueur (2) :2023, 2024
- Coupe du Roi
  - Vainqueur (2) :2023
- Supercoupe ibérique
  - Vainqueur (2) : 2022, 2023

### En équipe nationale
Championnats du monde
- Médaille d'argent au Championnat du monde 2021

Championnats d'Europe
- Médaille d'or au Championnat d'Europe 2022
- Médaille d'argent au Championnat d'Europe 2018
- Médaille de bronze au Championnat d'Europe 2024

Autres
- Médaille de bronze au Championnat du monde jeunes en 2009

### Distinctions individuelles
- élu meilleur ailier gauche du Championnat du monde 2021
- élu meilleur ailier gauche de la Ligue des champions 2021-2022
- élu meilleur ailier gauche du championnat d'Europe 2024